# La monaca di Monza (film 1987)
La monaca di Monza è un film del 1987 diretto da Luciano Odorisio. 
Il soggetto si basa sulla vicenda di Marianna de Leyva, la "Monaca di Monza".

## Trama
Monza, XVII secolo. La giovane Virginia De Leyva è suora in un monastero di clausura ed è la responsabile delle nuove educande, tanto che per il suo severo carattere è appellata "la Signora". L'edificio religioso confina con le proprietà del nobile Giampaolo Osio, giovane sfrontato e attaccabrighe,  che provoca Virginia con i suoi corteggiamenti. Dopo alcuni tentativi falliti, Giampaolo riesce a conquistare Virginia, e anche due sottoposte di lei. I quattro si danno al libertinaggio nel convento, compiendo anche furti e omicidi. Virginia diventa poi badessa e ottiene la complicità del confessore don Paolo, che si occupa di non far uscire notizie sconvenienti fuori dal convento. Tuttavia alla fine Giampaolo è scoperto, così come Virginia, che viene condannata da un tribunale ecclesiastico a essere murata viva.